# Immediate Music
Immediate Music z siedzibą w Santa Monica, Los Angeles tworzy muzykę do zapowiedzi komercyjnych filmów. Styl ich muzyki orkiestrowej jest podobny do produkowanych przez X-Ray Dog, Future World Music, Brand X Music, Two Steps from Hell, Pfeifer Broz. Music, Epic Score, muzykę do zapowiedzi filmowych zapoczątkował John Beal.
Od 1992 roku Immediate Music posiada licencję i tworzy muzykę do setek filmów i telewizyjnych spotów dla studiów w tym: Paramount Pictures, Sony Pictures, Walt Disney Pictures, 20th Century Fox i Dreamworks. Ich muzyki użyto w wielu popularnych filmach min. Spider-Man 2, Ja, robot, Troja, Obcy kontra Predator, Wyspa, Van Helsing, Harry Potter i Czara Ognia, Hellboy: Złota armia, WALL-E, Iron Man, Opowieści z Narnii: Książę Kaspian, Incredible Hulk, Walkiria, Opór, Piraci z Karaibów: Na krańcu świata i X-Men: Ostatni bastion.
W 2006 r. Immediate Music ogłosiło, że wyda swój pierwszy album pod handlową nazwą Globus. Styl Globusa, którego pierwszy album będzie zatytułowany EPICON, można opisać jako nowoczesną kinową muzykę orkiestrową łączoną ze światem muzyki współczesnej.

## Kompozytorzy
| - Gregory Alper - Peitor Angell - Brian Arbuckle - Theodore Banta - Micah Barnes - Joel Beidner - George Bernhardt - Dana Bierman - Gregg Bissonette - Matt Bissonette - Jo Blankenburg - Peter Boshart - Doug Bossi - Jeff Bunnell - Jeff Calamusia - Carter Rodger - Nick Copeman - R Davies - Aida De Santis - Marcello Di Francisci - Vince DiCola - Aleksander Dimitrijevic - Steve Dougherty - Annabel Dudley - Timothy Edwards - Jeffrey Fayman (główny kompozytor) - Bill Forth |  | - Richard Friedman - Robert Fripp - Michael Fuller - Gideon Geza - Burt Goldstein - Yoav Goren (główny kompozytor) - Lawrence Groupe - Kiki Susan Hall - M Hankinson - John Samuel Hanson - Paul Hanson - Danny Jacob - Pierre Julia - Takashi Kawai - Roger King - Chris Komashko - Fabrice Lefebvre - Jeanne Lefebvre - Gary Lionelli - Andre Marins - Kenny Meriedeth - Byron Metcalf - Bobbi Miller - Brian Miller - Leonard Moore - Daniel Mordujovich - John Morgan |  | - Fuzzbee Morse - Robert Oriol - Brian Otto - Jorge Palosious - Mark Philips - Derek Rakos - Regan Remy - Steve Roach - Suso Saiz - Mark Sandell - Joan Sceline - Franz Schubert - Brad Segal - Justin Skomarovsky - Ewa Slapa - David Steinberg - William Stromberg - Diego Stucco - Gil Talmi - Nicolas tenBroek - Traditional - John Van Tongeren - Frederick Vogler - Neil Watson - Jeff Whitley - Bernard Yin |